# Djanga (Cameroun)
Pour les articles homonymes, voir Djanga.
Djanga  est un village du Cameroun situé dans le département de la Bénoué et la Région du Nord. Il fait de la commune de Lagdo.

## Population
Lors du recensement de 2005, 1 028 habitants y ont été dénombrés.